# Inmigración italiana en Bolivia

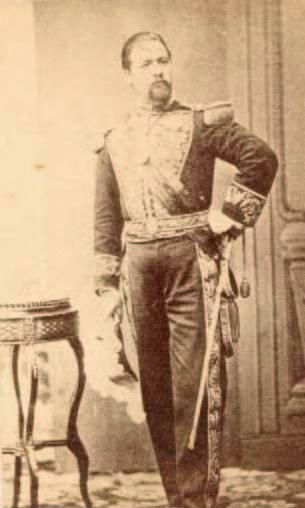
Hilarion Daza Groselle, Presidente de Bolivia (1876-1879), de origen piemontés por parte de padre

Los ítalo-bolivianos son los ciudadanos italianos residentes en Bolivia y -genéricamente- los descendientes de la migración de Italia hacia Bolivia desde los siglos de la colonización española.
Los italianos y sus descendientes constituyen la tercera comunidad europea asentada en Bolivia, tras los españoles y los alemanes, en primer y segundo lugar respectivamente.

## Presencia italiana en Bolivia
Fueron escasas docenas los italianos que se trasladaron a Bolivia antes de las guerras de independencia de Simón Bolívar. Desde principios del siglo XIX, un pequeño número de italianos llegó al país desde Chile, trabajando en la construcción de ferrocarriles; algunos se establecieron en el departamento de La Paz, para dar vida a empresas comerciales especialmente en el sector textil y alimenticio. En 1876 un descendiente de italiano originario del Piamonte, Hilarión Daza Groselle, fue presidente de Bolivia (nació en Sucre en 1840, de padres humildes. El apellido paterno era Grossoli,
o Groselle, pero el hijo adoptó el apellido materno, Daza). 
En 1889 según el Consulado italiano en Bolivia los italianos eran casi 400, así distribuidos: 40  en La Paz, 20 en Oruro, 29 Cochabamba, en Sucre se encontraban 31, y 44 prefirieron colonizar las tierras despobladas de Santa Cruz, 38 personas buscaron refugio en Tarija y 16 se domiciliaron en Potosí. A ellos se debe añadir el centenar y medio de italianos que se hallaban dispersos por otras localidades bolivianas. En esos años un número considerable se dedicaba a las actividades comerciales, pero había algunos profesionales (arquitectos, ingenieros, médicos, etc.) y varios religiosos.

Para el año de 1997, la colectividad italiana residente en suelo boliviano alcanzó el número de 1830 personas, y estaba dividida geográficamente de la siguiente manera: en el departamento de Santa Cruz habitaban 810 personas; en La Paz se hallaban registrados 506 ciudadanos italianos; en Cochabamba residían 369; en Chuquisaca 48; Tarija contaba con 40 residentes; Beni 19, Oruro 13, Potosí 15 y Pando 7.Guarnieri Caló Carducci

Sucesivamente en el siglo XX los italianos se trasladaron a Bolivia en cantidades un poco más numerosas, alcanzando casi los tres mil actualmente (precisamente: eran 2876 en el 2008). Cabe señalar que en 1910 fue fundada la Sociedad Italiana de Beneficencia Roma para ayudar a los italianos indigentes y/o con necesidades socio-sanitarias, y en 1934 fue creada la Casa de Italia en La Paz como principal centro de reunión de la pequeña comunidad italo-boliviana.
Los descendientes directos de italianos en Bolivia llegan a ser más de 15.000 en el 2015, según Guarnieri Carducci y otros estudiosos,[cita requerida] siendo perfectamente integrados en los niveles altos de la sociedad boliviana. Uno de los más famosos es el escritor y poeta Óscar Cerruto, considerado uno de los grandes autores de la literatura de Bolivia. Cabe señalar que -siempre según Guarnieri Carducci- los bolivianos con antepasados italianos (o sea con un bisabuelo nacido en Italia, por ejemplo) alcanzan actualmente los 15.600 y están concentrados en el área metropolitana de La Paz, Santa Cruz, Sucre, Beni, Tarija y Cochabamba.
A pesar de las divisiones debidas a motivos diferentes – desde las basadas en el regionalismo hasta la que había entre fascistas y antifascistas durante los veinte años del régimen fascista –, los italianos en Bolivia incidieron en los últimos siglos enormemente «en el tejido económico y social, y, en algunos casos, también en el cultural de la sociedad boliviana».
Actualmente hay algunas asociaciones italianas en Bolivia, concentradas en La Paz, Santa Cruz de la Sierra, y Cochabamba y representadas por las autoridades consulares italianas.
Según las autoridades italianas los ciudadanos italianos residentes en Bolivia eran 2.743 en el 2010.